# António de Abreu
Antonio de Abreu (Madera, intorno al 1480 – ca. 1514) è stato un navigatore ed esploratore portoghese.
Al servizio di Afonso de Albuquerque, governatore e viceré di Goa, nel 1511 prese parte alla conquista della Malacca e, nello stesso anno, insieme a Francisco Serrano partì con tre navi dalla penisola di Malacca alla ricerca di nuove terre. Tracciò le coste di diverse isole della Sonda, misurò le coste dell'isola di Giava e raggiunse l'oceano Pacifico occidentale.
Scoprì l'isola di Timor, l'isola Ambon, Ceram (un tempo nota come Ceram), le isole Banda e Alor, tutte comprese nell'arcipelago delle Molucche.